# Сан-Фернандо-де-Енарес
Сан-Фернандо-де-Енарес (ісп. San Fernando de Henares) — муніципалітет в Іспанії, у складі автономної спільноти Мадрид. Населення — 41 384 особи (2010).
Муніципалітет розташований на відстані близько 14 км на схід від Мадрида.
На території муніципалітету розташовані такі населені пункти: (дані про населення за 2010 рік)
- Сан-Фернандо-де-Енарес: 41327 осіб
- Ла-Гранха: 0 осіб
- Кото-Баесуела: 0 осіб
- Ель-Кампіто: 0 осіб
- Кастільйо-де-Альдовеа: 11 осіб
- Даралькальде: 0 осіб
- Полігоно-де-Сан-Фернандо-де-Енарес: 5 осіб
- Кінтана: 0 осіб
- Сото-де-Альдовеа: 0 осіб
- Віверос: 0 осіб
- Каса-Кемада: 0 осіб
- Лас-Кастельянас: 18 осіб
- Лас-Фуентесільяс: 9 осіб
- Ель-Хардін: 0 осіб
- Прадо-дель-Рінкон: 7 осіб
- Седано: 0 осіб
- Васіаботас: 0 осіб
- Ла-Галеана: 7 осіб
- Ла-Уерта-Гранде: 0 осіб

## Демографія
Динаміка населення (INE ):

## Галерея зображень

Розташування муніципалітету у автономній спільноті Мадрид
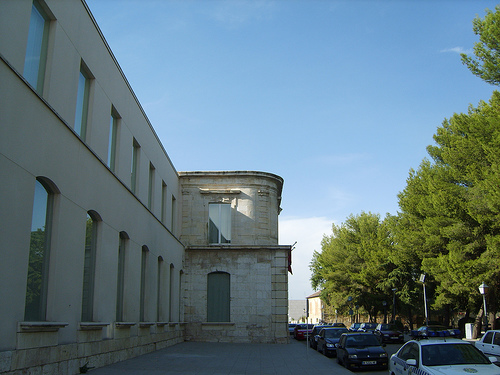
Муніципальна рада